# Listă de localități din Ungaria (C)
| Nume               | Tip | Comitat                | District        | Populație | Cod Poștal |
| ------------------ | --- | ---------------------- | --------------- | --------- | ---------- |
| Cák                | V   | Vas                    | Koszegi         | 267       | 9725       |
| Cakóháza           | V   | Gyor-Moson-Sopron      | Csornai         | 62        | 9165       |
| Cece               | V   | Fejér                  | Sárbogárdi      | 2,806     | 7013       |
| Cégénydányád       | V   | Szabolcs-Szatmár-Bereg | Fehérgyarmati   | 735       | 4732       |
| Cegléd             | T   | Pest                   | Ceglédi         | 38,048    | 2700       |
| Ceglédbercel       | V   | Pest                   | Ceglédi         | 4,548     | 2737       |
| Celldömölk         | T   | Vas                    | Celldömölki     | 11,553    | 9500       |
| Cered              | V   | Nógrád                 | Salgótarjáni    | 1,246     | 3123       |
| Chernelházadamonya | V   | Vas                    | Csepregi        | 218       | 9624       |
| Cibakháza          | V   | Jász-Nagykun-Szolnok   | Kunszentmártoni | 4,641     | 5462       |
| Cigánd             | V   | Borsod-Abaúj-Zemplén   | Bodrogközi      | 3,225     | 3973       |
| Cikó               | V   | Tolna                  | Bonyhádi        | 968       | 7161       |
| Cirák              | V   | Gyor-Moson-Sopron      | Kapuvári        | 644       | 9364       |
| Cún                | V   | Baranya                | Siklósi         | 258       | 7843       |